# 2023年T1聯盟新人選秀會
2023年T1聯盟新人選秀會為T1聯盟在2023-24賽季開打之前舉辦的第三屆新人選秀會，於2023年7月14日舉行。本屆新人選秀會共有41人參與，最終有7人獲選，由林信寬成為選秀狀元。

## 選秀結果
| →           | 順序一 | 順序二          | 順序三          | 順序四 | 順序五 | 順序六 | 順序七 | 順序八 |
| [ 4 ] [ 3 ] | 雲豹   | 台新            | 太陽            | 台新   | 海神   | 獵鷹   | 特攻   | 台新   |
| ----------- | ------ | --------------- | --------------- | ------ | ------ | ------ | ------ | ------ |
| 第一輪      | 林信寬 | （雲豹） 高錦瑋 | （台新） 張兆辰 | 簡賀宇 | 唐維傑 | 放棄   | 李沛澄 | 放棄   |
| →           | 順序一 | 順序二          | 順序三          | 順序四 | 順序五 | 順序六 | 順序七 | 不適用 |
| [ 4 ] [ 3 ] | 雲豹   | 台新            | 台新            | 海神   | 獵鷹   | 特攻   | 台新   | 不適用 |
| 第二輪      | 放棄   | 不適用          | （太陽） 郭振復 | 放棄   | 不適用 | 放棄   | 不適用 | 不適用 |
| [ 4 ] [ 3 ] | 雲豹   | 台新            | 太陽            | 海神   | 獵鷹   | 特攻   | 台新   | 不適用 |
| 第三輪      | 不適用 | 不適用          | 放棄            | 不適用 | 不適用 | 不適用 | 不適用 | 不適用 |

| G | 後衛 | F | 前鋒 | C | 中鋒 |

| 輪次 | 總順位 | 球員   | 位置 | 選中球隊                  | 最後學歷         |
| ---- | ------ | ------ | ---- | ------------------------- | ---------------- |
| 1    | 1      | 林信寬 | F    | 台啤雲豹                  | 國立臺灣師範大學 |
| 1    | 2      | 高錦瑋 | G    | 台啤雲豹 （來自臺北台新） | 健行科技大學     |
| 1    | 3      | 張兆辰 | F    | 臺北台新 （來自臺中太陽） | 國立臺灣師範大學 |
| 1    | 4      | 簡賀宇 | G    | 臺北台新                  | 世新大學         |
| 1    | 5      | 唐維傑 | G    | 高雄全家海神              | 維吉尼亞軍校     |
| 1    | 6      | 李沛澄 | G    | 新北中信特攻              | 輔仁大學         |
| 2    | 7      | 郭振復 | F    | 臺中太陽 （來自臺北台新） | 國立高雄師範大學 |

- 參考資料：[1][3]

## 選秀權交易
1. 1 2  2023年7月12日，台啤雲豹與臺北台新進行交易[5]：
  - 台啤雲豹獲得2023年新人選秀會第一輪第二順位選秀權
  - 臺北台新獲得黃聰翰與2024年新人選秀會第一輪選秀權
2. 1 2 3 4  2023年7月12日，臺北台新與臺中太陽進行交易[5]：
  - 臺北台新獲得2023年新人選秀會第一輪第三順位選秀權
  - 臺中太陽獲得2023年新人選秀會第二輪第三順位選秀權與2024年新人選秀會第二輪選秀權
3. ↑  2022年3月16日，臺中葳格太陽與台灣啤酒英熊進行交易[6]：
  - 臺中葳格太陽獲得周資華
  - 台灣啤酒英熊獲得2022年與2023年新人選秀會第二輪選秀權[a]

## 選秀測試會
2023年7月8日，聯盟在國立臺灣藝術大學舉辦選秀測試會，共有36名球員參與，早上由健競運動科學進行五項體能測驗與身體測量、下午場則由JTC籃球訓練舉辦兩項測試動作。本次新秀對抗賽由李沛澄獲得MOP殊榮。

## 選秀順序
本屆新人選秀會回歸自然選秀制，選秀順序按照例行賽排名依序為桃園永豐雲豹、臺中太陽、台灣啤酒英熊、高雄全家海神、臺南台鋼獵鷹、新北中信特攻。2023年6月26日，T1聯盟常務理事會決議台新育樂股份有限公司承接台灣啤酒英熊運營方智翔運動管理顧問股份有限公司的T1聯盟參賽權。6月27日，台新球團經T1聯盟常務理事會通過，可擁有原台灣啤酒英熊第一輪第四順位選秀權與原台灣啤酒英熊和臺中太陽交易之第二輪選秀權，另外台新球團由於沒有承接台灣啤酒英熊球員，每輪擁有第二順位選秀權與最末順位選秀權。T1聯盟秘書長張樹人表示，台灣啤酒英熊的T1聯盟參賽權屬於運營方智翔運動管理顧問股份有限公司，球員合約屬於台灣啤酒公司，導致台新球團承接了台灣啤酒英熊的T1聯盟參賽權，但沒有承接台灣啤酒英熊球員。7月4日，桃園永豐雲豹與台灣啤酒籃球協會結盟合作，更名為「台啤雲豹」。

## 選秀報名
2023年6月26日，為本屆新人選秀會的報名截止日。6月27日，聯盟宣佈共有47人報名，43人符合選秀資格。7月8日，聯盟在選秀測試會舉辦當天表示丁冠皓與王翊帆申請退出選秀。7月10日，聯盟公告最終報名名單，有41人參與選秀。
- 吳政昕
- 張兆辰
- 林奇翰
- 許敬恩
- 蔡鎮嶽
- 蔣浩文
- 李沛澄
- 林信寬
- 蔡紘揚
- 陳澔翔
- 謝承諳
- 陳力行
- 廖景泰
- 陳昭群
- 劉彥廷
- 梁予綸
- 唐維傑
- 高錦瑋
- 劉承彥
- 蘇培凱
- 楊皓韋
- 劉光尚
- 吳沛嘉
- 簡賀宇
- 劉佳沅
- 巫紹齊
- 王正文
- 林子雋
- 陳逸
- 林勵
- 亦含
- 陳龍
- 巫竣安
- 喬楚瑜
- 林明瑋
- 范哲浩
- 王偉廷
- 郭振復
- 李承恩
- 熊哲言
- 莊瑋

## 外部連結
- . T1聯盟. 2023-05-29  [2023-06-19]. （原始内容存档于2023-05-29）.